# Đại Vũ, Đài Đông

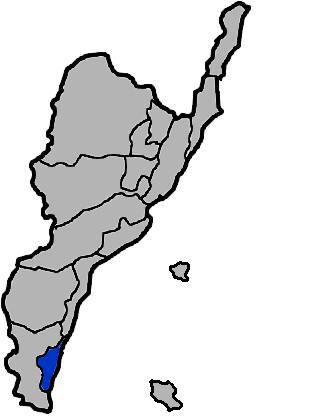
Vị trí tại Đài Đông

Đại Vũ (tiếng Trung: 大武鄉; bính âm: Dàwǔ xiāng) là một hương (xã) của huyện Đài Đông, tỉnh Đài Loan, Trung Hoa Dân Quốc (Đài Loan). Đại hình Đại Vũ gồm đối núi và các đồng bằng nhỏ hẹp. Kinh tế Đại Vũ dựa trên cơ sở công nghiệp và nông ngư nghiệp. Diện tích của hương là 69,1454 km², dân số vào tháng 8 năm 2011 là 6.825 người thuộc 2.519 hộ gia đình, mật độ cư trú đạt 98,7 người/km²